# سولیس (تگزاس)
سولیس (به انگلیسی: Solis) یک منطقهٔ مسکونی در ایالات متحده آمریکا است که در شهرستان کمرون، تگزاس واقع شده‌است. سولیس ۴٫۲۴ کیلومتر مربع مساحت و ۵۱۲ نفر جمعیت دارد و ۱۸ متر بالاتر از سطح دریا واقع شده‌است.